# Walklea rossmaessleri
Walklea rossmaessleri, ungebräuchlich auch Geripptes Zahnkreistönnchen, ist eine Schneckenart aus der Familie der Fässchenschnecken (Orculidae), die zur Unterordnung der Landlungenschnecken (Stylommatophora) gerechnet wird. Es ist die einzige Art der Gattung Walklea Gittenberger, 1978. Der Gattungsname ehrt den Molluskenforscher Walter Klemm.

## Merkmale
Das rechtsgewundene, Gehäuse ist kegelförmig oder leicht eiförmig mit sieben (5 bis 5,5 Windungen, wohl irrtümlich!) mäßig gewölbten Windungen, die rasch zunehmen und durch eine tiefe Naht voneinander abgesetzt sind. Die letzte Windung steigt leicht und allmählich aus der Windungsachse an. Die Gehäuse sind 4,5 bis 4,7 mm hoch und haben einen Durchmesser von 3,7 bis 3,8 mm (5 bis 6 × 4 bis 4,5 mm). Die Schale ist mäßig dick, durchscheinend und einheitlich hornfarben, die Oberfläche glänzend. Häufig ist allerdings das Gehäuse zur Tarnung mit Lehm und Kot verkleistert. Die Embryonalwindungen sind annähernd glatt, die folgenden Windungen regelmäßig berippt. Die rundliche Mündung steht nahezu senkrecht auf der Windungsachse. Die Ränder sind nur wenig, aber scharf zurück gebogen. Innen ist eine schwache weißliche Lippe ausgebildet. Durch die starke Entwicklung des parietalen Kallus ist die Mündung nahezu frei. Die Mündung ist mit 9 bis 10 Zähnen bewehrt. Die Juvenilstadien haben noch keine Zähne in der Mündung ausgebildet. Der Nabel ist geschlossen.
Der Weichkörper ist hell blaugrau, die langen oberen Augenträger sind dunkler grau. Im weiblichen Trakt des Geschlechtsapparates sind freier Eileiter und Vagina ungefähr gleich lang. Der Stiel ist dick und lang (ohne Divertikulum), die Spermathek ist vergleichsweise klein und kaum dicker als der Stiel.  Der Samenleiter ist vergleichsweise lang und wenig gewunden. Er dringt apikal in den vergleichsweise kurzen und dicken Epiphallus ein. Der Penis ist länger als der Epiphallus. Am Übergang in den Penis setzt ein kurzer, konisches Flagellum an. Der Penis wird durch die unverhältnismäßig langen und dicken Penisappendix, der ungefähr in der Mitte des Penis ansetzt in eine proximale und eine distale Hälfte unterteilt. Der Penisretraktor teilt sich auf und setzt in der distalen Hälfte kurz vor sem Flagellum und fast an der Basis des Penisappendix an. Die Radulahalbquerreihe hat die Formel Z + 22, also ein Zentralzahn und 22 Nebenzähne jeweils seitlich folgend.

### Ähnliche Arten
Das Gehäuse von Walklea rossmaessleri ähnelt dem von Odontocyclas kokeilii, ist jedoch deutlich größer, und die Außenlinie ist leicht nach außen gebogen. Letztere Art hat zudem einen offenen Nabel und eine kleinere, nicht so stark hervortretende letzte Windung. Außerdem fehlt die deutliche radiale Skulptur.
Beide Arten unterscheiden sich aber deutlich im Geschlechtsapparat. Bei Walklea rossmaessleri ist der Penisappendix auffallend und sehr viel länger. Außerdem ist ein Flagellum ausgebildet, das bei Odontocyclas kokeilii fehlt. Dafür ist bei dieser Art der Epiphallus deutlich länger im Verhältnis zum Penis. Bei Walklea rossmaessleri fehlt ein Divertikulum am Stiel der Spermathek.

## Geographische Verbreitung und Lebensraum
Das Verbreitungsgebiet der Art erstreckt sich von Nordostitalien bis nach Westslowenien. Die Tiere leben unter Steinen und in der Laubstreu.

## Taxonomie
Die Art wurde 1838 von Emil Adolf Rossmässler unter dem Binomen Pupa Rossmaessleri erstmals beschrieben. Die an sich sehr unübliche Benennung der Art nach sich selbst kam dadurch zustande, dass Rossmässler das Material von seinem Freund Ferdinand Jožef Schmidt (Šmit) erhalten, der die Art anscheinend auf dem Etikett (oder mündlich) rossmaessleri benannt hatte. In der Publikation und Beschreibung der Art ist jedoch eine Mitwirkung von Schmidt nicht ersichtlich; die Art muss daher Rossmässler zugeschrieben werden. Sie wurde zunächst zur Gattung Odontocyclas gestellt. Edmund Gittenberger untersuchte den Genitalapparat und stellte große Unterschiede zur Typusart von Odontocyclas fest. Er schlug daher die neue Gattung Walklea vor, eine Wortschöpfung zu Ehren des Molluskenforschers Walter Klemm.

## Gefährdung
Die Art ist zwar auf ein kleines Gebiet im Grenzgebiet von Italien und Slowenien beschränkt, dort aber von einigen Lokalitäten bekannt. Diese sind nicht durch menschliche Eingriffe gefährdet. Auch gibt es keine Anzeichen, dass die Populationen abnehmen. Daher erfolgte die Einstufung durch die International Union for Conservation of Nature and Natural Resources (IUCN) als nicht gefährdet.

## Belege

### Online
- AnimalBase - Odontocyclas Schlüter, 1838
- AnimalBase - Odontocyclas kokeilii (Roßmäßler, 1837)